# Pinar de la Venta
Pinar de la Venta es una localidad del estado mexicano de Jalisco. Es parte del municipio de Zapopan.

## Demografía
| Gráfica de evolución demográfica |
|                                  |

| Censo | Población |
| ----- | --------- |
| 1980  | 101       |
| 1990  | 207       |
| 2000  | 815       |
| 2010  | 764       |
| 2020  | 1 543     |